# Ermita de la Trinidad (Sitges)

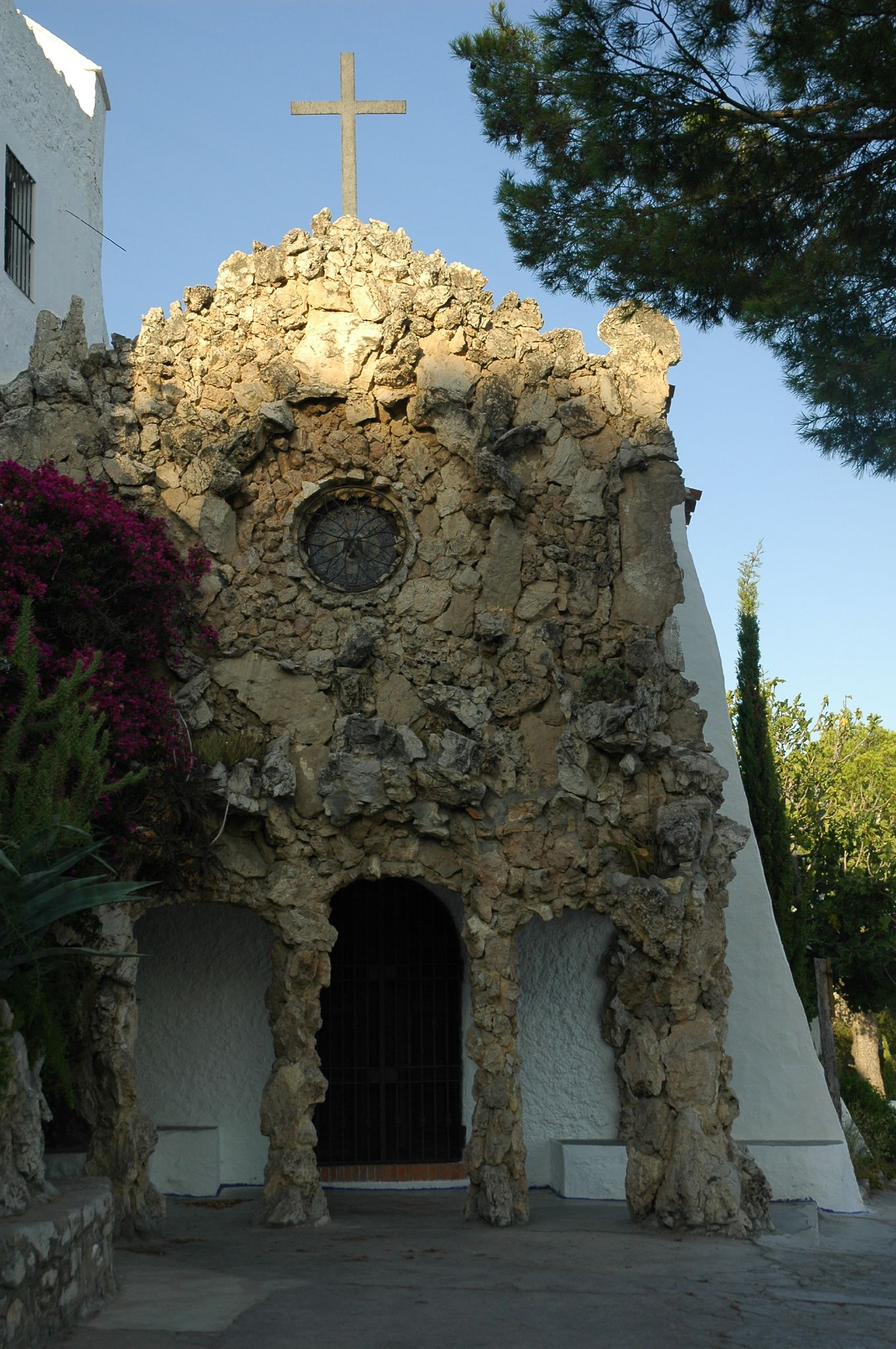
Entrada de la ermita

La ermita de la Trinidad es un edificio religioso de la población de Sitges perteneciente a la comarca catalana del Garraf en la provincia de Barcelona. Es una ermita de arquitectura popular incluida en el Inventario del Patrimonio Arquitectónico de Cataluña y protegida como Bien Cultural de Interés Local.

## Historia
La ermita es muy antigua, se encuentra en un documento de 1375, y consta que ya había ermitaños. La tradición dice que se construyó por haber encontrado en aquellos lugares una cruz con la imagen de la  Trinidad. La actual capilla es de construcción moderna, ya que a finales del siglo XVIII se derrumbó el tejado y tuvo que reconstruirse, ampliándose al mismo tiempo.

## Descripción
Es una ermita de pequeñas dimensiones que se encuentra al este de Sitges, en la cima de una montaña que forma la punta de la Ferrosa, se puede llegar a partir de un camino que sale de la carretera N-246. Tiene una situación admirable ya que se ve desde la punta del río Llobregat hasta el cabo de Salou. El edificio es de tipo popular y tiene al lado una construcción de carácter modernista. La ermita se encuentra encalada y bien cuidada ya que se realizan constantemente trabajos de conservación.